# Твисп (Вашингтон)
Твисп (енгл. Twisp) град је у америчкој савезној држави Вашингтон. По попису становништва из 2010. у њему је живело 919 становника.

## Демографија
Према попису становништва из 2010. у граду је живело 919 становника, што је 19 (2,0%) становника мање него 2000. године.
| Група             | 2000.       | 2010.       |
| Белци             | 883 (94,1%) | 846 (92,1%) |
| Афроамериканци    | 0 (0,0%)    | 2 (0,2%)    |
| Азијати           | 5 (0,5%)    | 5 (0,5%)    |
| Хиспаноамериканци | 26 (2,8%)   | 30 (3,3%)   |
| Укупно            | 938         | 919         |